# Hannō
Hannō (飯能市?, Hannō-shi) è una città giapponese della prefettura di Saitama.